# Aia piemontese

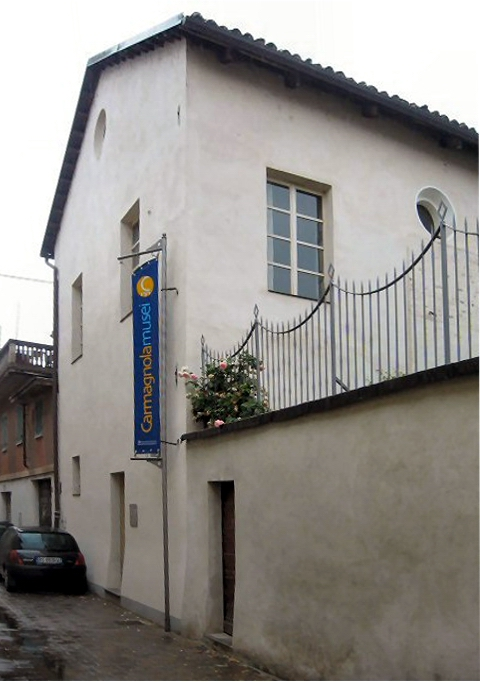
Esempio di affaccio su strada di un'antica struttura ad aia a Carmagnola, poi convertita a sinagoga cittadina

L'aia piemontese è la tipica cascina sviluppata intorno a una stretta aia rettangolare. Fa parte dell'architettura vernacolare piemontese ed è sorta spontaneamente. Si differenzia dalla cascina a corte per le sue dimensioni più piccole e per le sue applicazioni in grande scala nelle costruzioni di borgate agricole.

## Caratteristiche
Poiché a partire dal Medioevo la larghezza dell'affaccio su strada di un edificio e il numero delle sue aperture (porte e finestre) su strada erano sottoposte a tassazione, le città europee hanno visto stringersi i lotti in profonde strisce. Le cascine piemontesi si sono sviluppate a partire dal lotto gotico stretto nell'affaccio sulla strada e allungato in profondità.
La struttura dell'aia piemontese prevede un affaccio stradale con sovente una sola apertura, quella del portone di legno, direttamente adiacente al lato della cascina con il suo timpano terminale. A volte sono presenti alcune finestre e una porta diretta all'interno. In ogni caso La strada non passa di fronte alla casa, ma di fianco in modo perpendicolare, e la lunga facciata della casa dà sull'aia interna (in lingua piemontese èira).
La facciata rivolta verso l'aia è tipicamente esposta a sud per essere soleggiata anche d'inverno e sulla facciata si concentrano tutte le aperture, numerose, che mancano invece sugli altri tre lati. Al primo piano della facciata corre sempre un lungo balcone fatto con travi a sbalzo, sottili lastre di pietra e ringhiere di ferro (anticamente di legno); sui balconi vengono posti vasi, stenditi, talvolta steccati per appendere il granoturco a seccare.
Su uno dei due estremi della facciata, di solito quello verso il portone, si aprono la stalla al piano terra e il fienile al primo piano. Talvolta, soprattutto negli esempi di aia ottocenteschi e posteriori, il corpo con funzioni prettamente agricole è separato dal corpo di abitazione e spostato dalla parte opposta del cortile, divenendo più simile alla tipologia della cascina lombarda, pur restando molto più compresso del modello lombardo. Questo mutamento è risultato possibile grazie soprattutto a l'obsolescenza delle leggi che avevano sviluppato l'esigenza dei lotti gotici nei secoli precedenti e si adattavano ai nuovi standard igienici.
In origine però la famiglia viveva a stretto contatto con la stalla e il fienile soprattutto nelle ore notturne, quando ci si poteva scaldare con il calore degli animali. Le serate nella stalla, trascorse da famiglie intere ed eventuali ospiti, si consumavano al lume di candela e di lampade, facendo lavori manuali e raccontando storie, le cosiddette vijà (veglie in lingua piemontese). Spesso si dormiva sui pagliericci. Questo uso della stalla come ambiente più caldo non si è persa fino a metà Novecento. Il riscaldamento avveniva anche con la combustione del legno nei camini, posti nella cucina al centro della casa o nei potagè, fornelli a legna ancora molto diffusi in campagna e in montagna in Piemonte.
Alcune cascine isolate avevano anche il pozzo in cortile, ma nelle borgate con più case il pozzo era spesso una fontana pubblica. Le cascine ad aia piemontesi si assemblavano in schiere via via che venivano ne venivano costruite altre. Quando il centro raggiungeva una certa dimensione si dotava anche di una chiesa e di un mercato che, soprattutto nelle province di Cuneo e Torino, poteva essere coperto da una grande tettoia porticata.

## Tecnica
Il materiale di costruzione può variare. A altitudini molto alte pietra a secco, scendendo si passava a pietra e malta, scendendo ancora in pianura si passava al laterizio, spesso combinato ai ciottoli di fiume se questi risultavano comodi da trasportare sul sito della costruzione.
La carpenteria tipica della copertura è l'orditura alla piemontese, costituita da una trave di colmo, appoggiata su capriate o direttamente su un muro di spina, e da cosiddetti falsi puntoni o travi disposti secondo la pendenza delle falde che appoggiano superiormente sulla trave di colmo e inferiormente su una banchina o dormiente (dormiente è detta la trave poggiata completamente ai muri perimetrali, ossia una trave che non ha luce libera di inflessione ma è completamente poggiata su altre strutture per tutta la sua lunghezza).
Nella zona che va da Pinerolo a Saluzzo la copertura di coppi si sostituiva spesso con quella di lose in pietra di Luserna, lastre grigie chiare di roccia metamorfica scistosa, con il vantaggio di una maggiore resistenza alle intemperie e lo svantaggio di un maggior peso. Il cornicione di legno talvolta veniva arricchito con scandole di legno sagomate che gocciolavano l'acqua quando non c'era una grondaia.
Spesso si aprivano abbaini nel tetto, soprattutto nelle cascine più ricche. In quelle meno ricche per la ventilazione e lo sfruttamento del solaio si ricavavano finestrelle (tonde o quadrate) sui muri laterali di timpano. Altrimenti il solaio non veniva sfruttato.

## Diffusione
La tipologia della cascina piemontese caratterizza fortemente soprattutto le città di piccole e medie dimensioni della pianura lungo il Po (province di Cuneo, Torino e Vercelli e in misura minore Asti, Alessandria. Novara e Pavia) che hanno sempre avuto vocazione agricola.
I centri economici e i vecchi capoluoghi di circondario o mandamento di solito avevano una densità abitativa e un valore dei terreni più elevati di quelli agricoli e, qualora l'urbanistica di partenza fosse proprio quella delle aie, anche queste venivano costruite, creando corti interne più piccole e rabbuiando le strade con costruzioni su entrambi i lati, anche di tre piani. I centri militari e i ricetti come Candelo o Rivalta di Torino, essendo dotati di cinte murarie dovevano stare all'interno di esse e quindi non applicavano questa tipologia o la sovrascrivevano costruendo anche nelle aie come nei centri economici.
Ci sono città in cui l'aia piemontese ha influenzato l'intero sviluppo urbano in modo lampante: Sommariva del Bosco, Moretta, Cavallermaggiore, Caramagna Piemonte. Villafranca Piemonte, Cavour, Carmagnola, Poirino, Trofarello, Cambiano, Santena, Villastellone, Orbassano, Volvera, Villanova d'Asti, Brandizzo, Rondissone, Saluggia, Trino, Livorno Ferraris, Felizzano, Castelnuovo Bormida anche fuori dal Piemonte, in alcune cittadine della Lomellina come Robbio. A Frossasco e a Rivalta Bormida si può notare come questa tipologia si sia innestata in un piano urbano a scacchiera tipico di alcune città di fondazione medievali (in piemontese vile neuve).